# Équipe de Moldavie masculine de volley-ball
Cet article traite de l'équipe masculine. Pour l'équipe féminine, voir Équipe de Moldavie féminine de volley-ball.
L'équipe de Moldavie de volley-ball est composée des meilleurs joueurs moldaves sélectionnés par la Fédération moldave de volley-ball (Fédération de Volleyball de la République de Moldavie). Elle est actuellement classée au 72e rang de la Fédération internationale de volley-ball au 15 janvier 2010.